# جيسيكا والش
جيسيكا والش (بالإنجليزية: Jessica Walsh)‏ هي مصممة جرافيك أمريكية، ولدت في 30 أكتوبر 1986 في نيويورك في الولايات المتحدة.